# Мексика на зимних Олимпийских играх 1992
Мексика принимала участие в Зимних Олимпийских играх 1992 года в Альбертвиле (Франция) в четвёртый раз за свою историю, но не завоевала ни одной медали.

## Состав сборной
Сборная страны состояла из 20 спортсменов: 16 мужчин и 4 женщины, которые соревновались в 4 видах спорта:

| Вид спорта        | Мужчины | Женщины | Всего |
| ----------------- | ------- | ------- | ----- |
| Горнолыжный спорт | 7       | 3       | 10    |
| Бобслей           | 7       | -       | 7     |
| Лыжные гонки      | 1       | 0       | 1     |
| Фигурное катание  | 1       | 1       | 2     |
| Всего             | 16      | 4       | 20    |

## Результаты

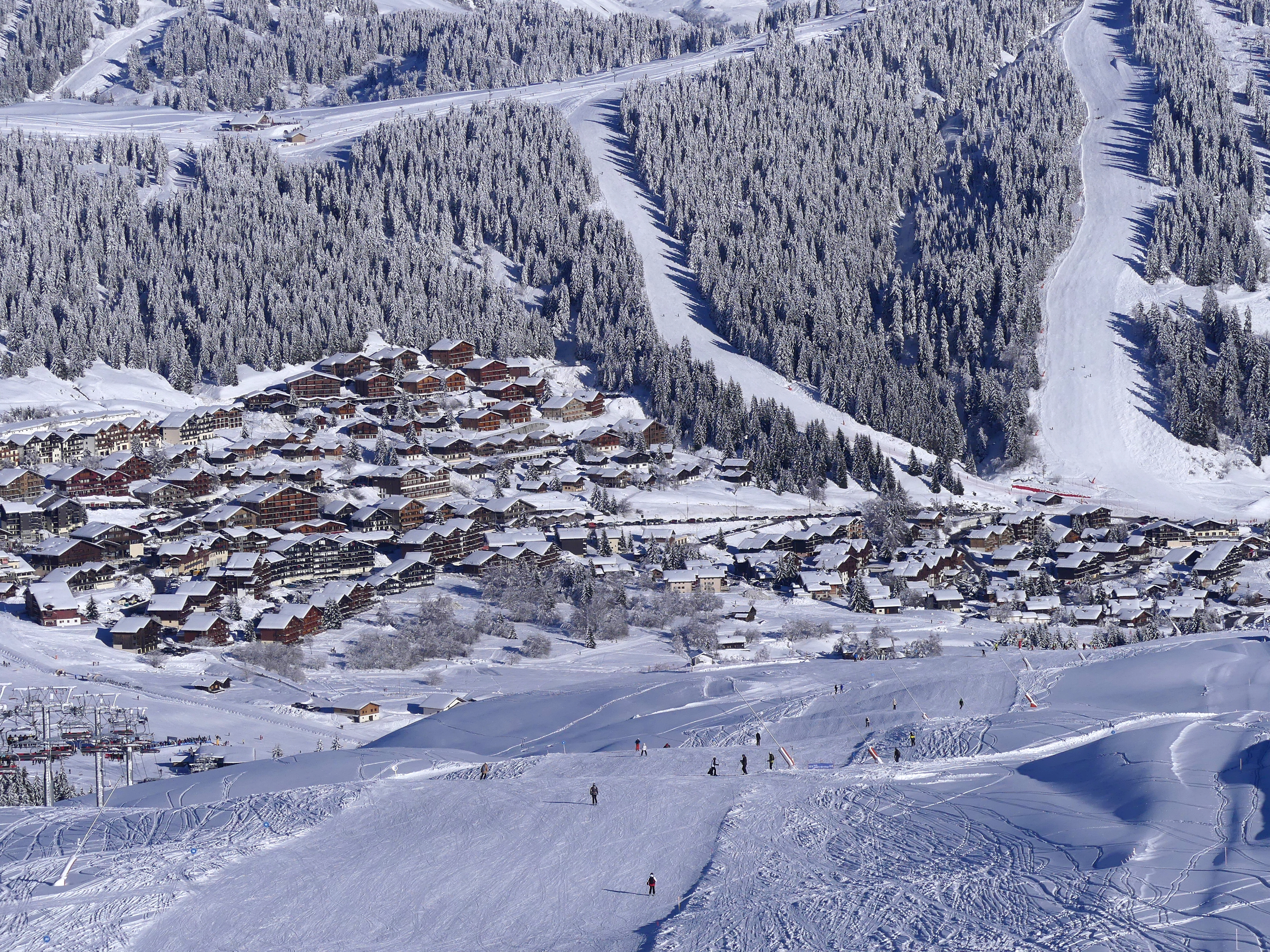
Лыжный курорт Ле Сези́

### Бобслей
Мужчины — двойки
| Боб   | Спортсмены                    | 1 заезд | 1 заезд | 2 заезд | 2 заезд | 3 заезд | 3 заезд | 4 заезд | 4 заезд | Итог           | Итог  |
| Боб   | Спортсмены                    | Время   | Место   | Время   | Место   | Время   | Место   | Время   | Место   | Итоговое время | Место |
| ----- | ----------------------------- | ------- | ------- | ------- | ------- | ------- | ------- | ------- | ------- | -------------- | ----- |
| MEX-1 | Роберто Тамес Мигель Элисондо | 1:03,46 | 42      | 1:03,88 | 42      | 1:03,42 | 38      | 1:03,46 | 39      | 4:14,22        | 41    |
| MEX-2 | Хорхе Тамес Карлос Касар      | 1:03,42 | 41      | 1:03,77 | 41      | 1:03,66 | 40      | 1:03,78 | 42      | 4:14,63        | 42    |

Мужчины — четвёрки
| Боб   | Спортсмены                                                        | 1 заезд | 1 заезд | 2 заезд | 2 заезд | 3 заезд | 3 заезд | 4 заезд | 4 заезд | Итог           | Итог  |
| Боб   | Спортсмены                                                        | Время   | Место   | Время   | Место   | Время   | Место   | Время   | Место   | Итоговое время | Место |
| ----- | ----------------------------------------------------------------- | ------- | ------- | ------- | ------- | ------- | ------- | ------- | ------- | -------------- | ----- |
| MEX-1 | Луис Адриан Тамес Рикардо Родригес Франциско Негрете Карлос Касар | 1:00,97 | 30      | 1:01,36 | 30      | 1:01,30 | 28      | 1:01,51 | 28      | 4:05,14        | 28    |

### Лыжные гонки
Соревнования проходили в местечке Ле Сези, которое находится в коммуне Отлю́с в 40 километрах от Альбервиля.
Мужчины
| Дистанция                                  | Дата       | Спортсмен        | Результат | Результат |
| Дистанция                                  | Дата       | Спортсмен        | Время     | Место     |
| ------------------------------------------ | ---------- | ---------------- | --------- | --------- |
| 10 км, классический стиль                  | 13 февраля | Роберто Альварес | 40:28,5   | 105       |
| 15 километров, гонка по системе Гундерсена | 15 февраля | Роберто Альварес | 1’07:38,2 | 94        |
| 30 километров, классический стиль          | 10 февраля | Роберто Альварес | 2’01:28,1 | 81        |
| 50 километров, свободный стиль             | 22 февраля | Роберто Альварес | 3’09:04,7 | 67        |

### Горнолыжный спорт
Соревнования среди мужчин проходили в Валь д'Изере (все, кроме слалома) и в Ле Менюире (слалом). Соревнования среди женщин проходили в Мерибеле.
Мужчины
| Спортсмен                 | Соревнование      | 1 спуск        | 2 спуск        | Результат      | Результат |
| Спортсмен                 | Соревнование      | Время          | Время          | Время          | Место     |
| ------------------------- | ----------------- | -------------- | -------------- | -------------- | --------- |
| Хубертус фон Гогенлоэ     | Скоростной спуск  |                |                | 2:02,98        | 38        |
| Карлос Мьер-и-Теран       | Супергигант       |                |                | не финишировал | —         |
| Эдуардо Ампудиа           | Супергигант       |                |                | 1:36,86        | 87        |
| Иньиго Доменек            | Супергигант       |                |                | 1:35,29        | 85        |
| Хубертус фон Гогенлоэ     | Супергигант       |                |                | 1:24,79        | 70        |
| Хорхе Эдуардо Бальестерос | Гигантский слалом | не финишировал | —              | не финишировал | —         |
| Герман Санчес             | Гигантский слалом | 1:27,29        | 1:29,42        | 2:56,71        | 79        |
| Эдуардо Ампудиа           | Гигантский слалом | 1:23,07        | 1:24,53        | 2:47,60        | 72        |
| Карлос Мьер-и-Теран       | Гигантский слалом | 1:22,24        | 1:22,49        | 2:44,73        | 65        |
| Герман Санчес             | Слалом            | не финишировал | —              | не финишировал | —         |
| Хуан Карлос Элисондо      | Слалом            | 1:27,91        | 1:13,88        | 2:41,79        | 54        |
| Карлос Мьер-и-Теран       | Слалом            | 1:04,50        | не финишировал | не финишировал | —         |
| Хорхе Эдуардо Бальестерос | Слалом            | 1:03,85        | не финишировал | не финишировал | —         |

Мужчины — комбинация
| Спортсмен             | Скоростной спуск | Слалом  | Слалом  | Результат | Результат |
| Спортсмен             | Время            | Время 1 | Время 2 | Очки      | Место     |
| --------------------- | ---------------- | ------- | ------- | --------- | --------- |
| Хубертус фон Гогенлоэ | 1:55,95          | 1:03,45 | 1:03,68 | 259,10    | 36        |

Женщины
| Спортсменка      | Соревнование      | 1 спуск | 2 спуск | Результат | Результат |
| Спортсменка      | Соревнование      | Время   | Время   | Время     | Место     |
| ---------------- | ----------------- | ------- | ------- | --------- | --------- |
| Вероника Ампудиа | Гигантский слалом | 1:38,05 | 1:37,20 | 3:15,25   | 44        |
| Самманта Тойшер  | Гигантский слалом | 1:30,18 | 1:32,50 | 3:02,68   | 41        |
| Чус Кортина      | Гигантский слалом | 1:23,68 | 1:23,36 | 2:47,04   | 36        |
| Вероника Ампудиа | Слалом            | 1:16,45 | 1:08,40 | 2:24,85   | 42        |
| Самманта Тойшер  | Слалом            | 1:11,04 | 1:03,83 | 2:14,87   | 40        |
| Чус Кортина      | Слалом            | 1:08,52 | 58,61   | 2:07,13   | 36        |

### Фигурное катание

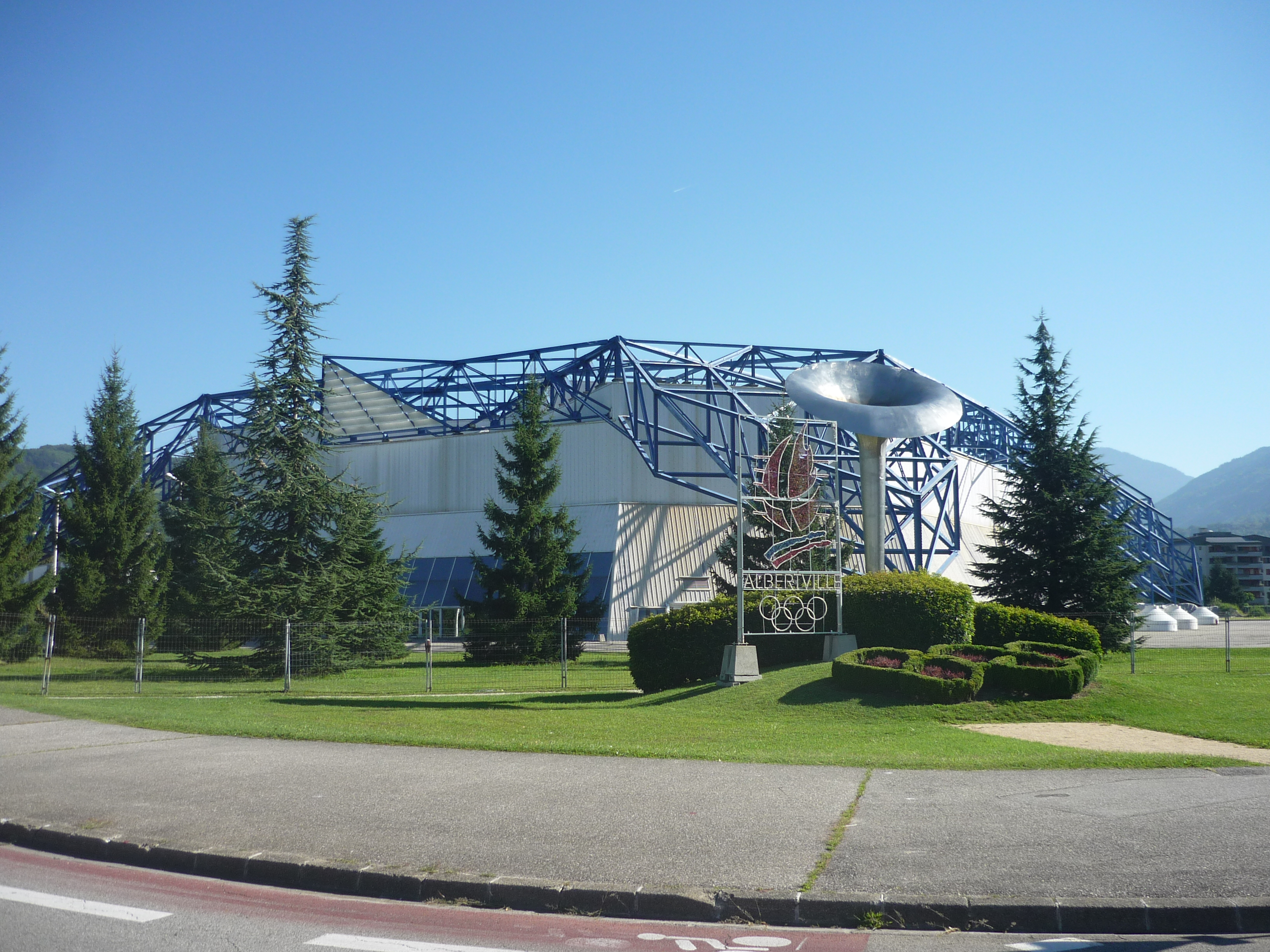
La halle de glace Olympique

Соревнования прошли в «Ля Аль де гляс Олимпик» в Альбервиле. Мексику представляли только фигуристы-одиночники, но ни одному из них не удалось квалифицироваться для проката произвольной программы.
Мужчины — одиночное катание
| Спортсмен                            | Короткая программа | Произвольная программа | Сумма мест (TFP) | Место |
| ------------------------------------ | ------------------ | ---------------------- | ---------------- | ----- |
| Рикардо «Вальбе» Олаварриета Наварро | 30                 | —                      | —                | 30    |

Женщины — одиночное катание
| Спортсменка   | Короткая программа | Произвольная программа | Сумма мест (TFP) | Место |
| ------------- | ------------------ | ---------------------- | ---------------- | ----- |
| Майда Наварро | 29                 | —                      | —                | 29    |